# Lusitano Ginásio Clube
El Lusitano Ginásio Clube, també conegut com a Lusitano de Évora (abreujat. Lusit. Évora), és un club esportiu portuguès amb seu a Évora que competeix a l'Evora FA, lliga regional de primer nivell. Fundat l'11 de novembre de 1911 per un grup de joves de secundària i escola comercial a la casa del professor Dâmaso Simões a la Rua das Fontes, núm. 3 d'Évora com a Lusitano Académico, es va convertir posteriorment en Lusitano Futebol i finalment en Lusitano Ginásio Clube el 1925. La seu del club és el Campo Estrela d'Évora, comprat l'any 1931.
El Lusitano va entrar a la Primeira Divisão 1952–53, acabant setè en la seva primera temporada. El club va competir durant 14 temporades consecutives a la Primeira Divisão, el seu principal període d'èxits als anys 50 i 60, aconseguint un honorable cinquè lloc la 1956/57 i arribant a les semifinals de la Taça de Portugal dues vegades. Després del descens l'any 1966, el club va passar per un període de decadència, no va poder recuperar mai més l'accés a la màxima categoria portuguesa i fins i tot va descendir als campionats regionals. El club segueix avui entre els primers equips amb més presències a la Lliga portuguesa i és el 14è amb més presències consecutives.

## Història
El nom "Lusitano" deriva de Lusitania, el nom romà de la província corresponent a l'actual territori de Portugal al sud del riu Duero i a l'actual regió espanyola d'Extremadura.

## Altres esports
El club tenia seccions de gimnàstica, esgrima, bàsquet, rugbi, orientació i tennis. El club compta actualment amb més de 350 esportistes inscrits.